# Ophiographa axia
Ophiographa axia là một loài bướm đêm trong họ Geometridae.